# Vorwärts
«Фо́рвертс» (нем. Vorwärts! — «Вперёд») — газета Социал-демократической партии Германии. Основана в 1876 году в качестве центрального органа партии.
Издавалась ежедневно, сначала в Лейпциге. После принятия исключительного закона против социалистов в 1878 году издание было запрещено.
Выпуск газеты возобновился в Берлине в 1891 году.
С момента основания до 1900 года главным редактором газеты был В. Либкнехт.
После прихода к власти нацистов в 1933 году издание было перенесено в Прагу, а в 1938 году — в Париж, где газета издавалась до вторжения фашистов в 1940 году.
Издание возобновилось после окончания Второй мировой войны в 1948 году под названием «Neuer Vorwärts», а под прежним названием — в 1955 году.
Ныне её месячный тираж составляет около 515 000 экземпляров, поскольку её рассылают всем членам СДПГ.